# Landkreis Donau-Ries

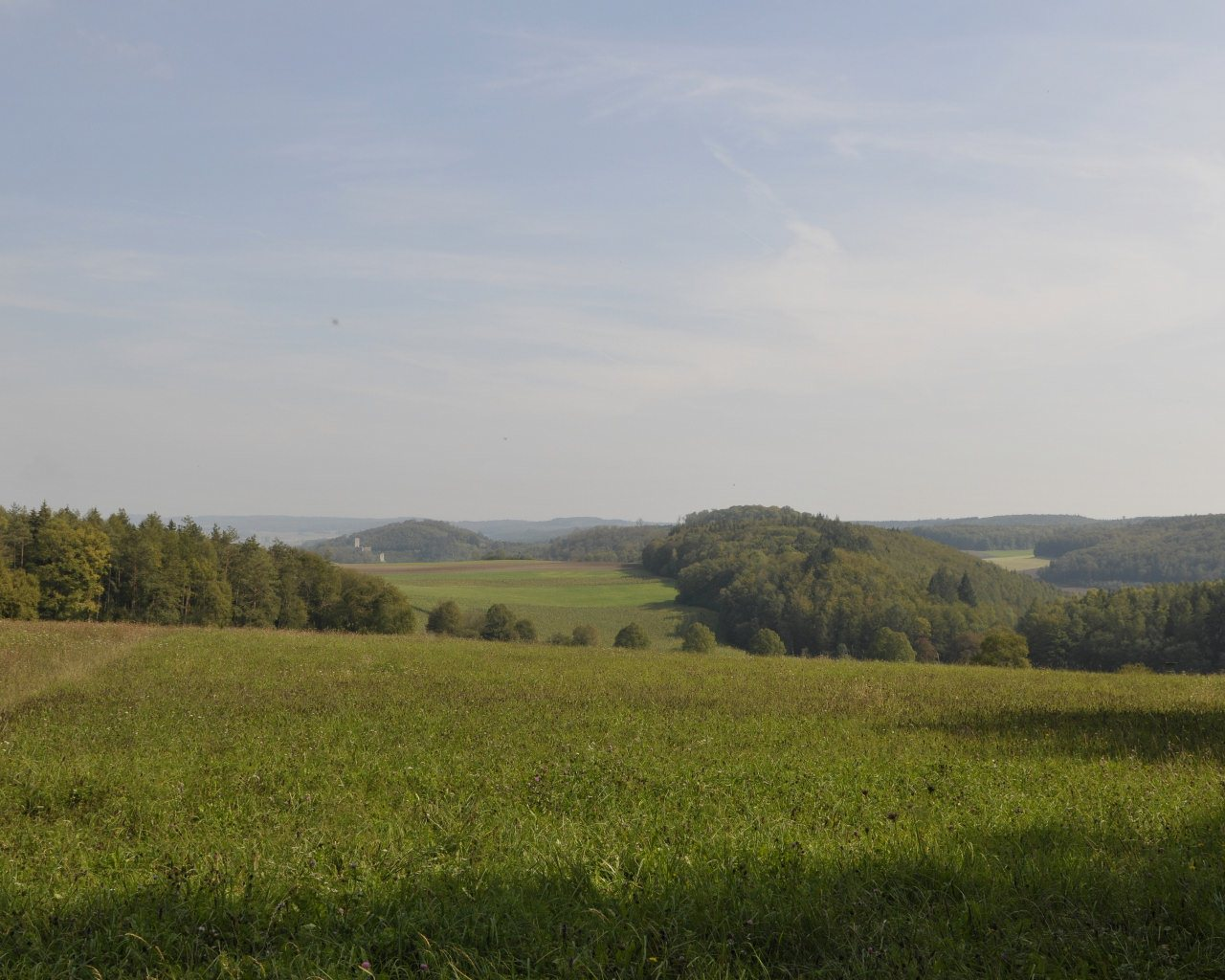
Blick über das Ries mit der Burg Niederhaus im Hintergrund

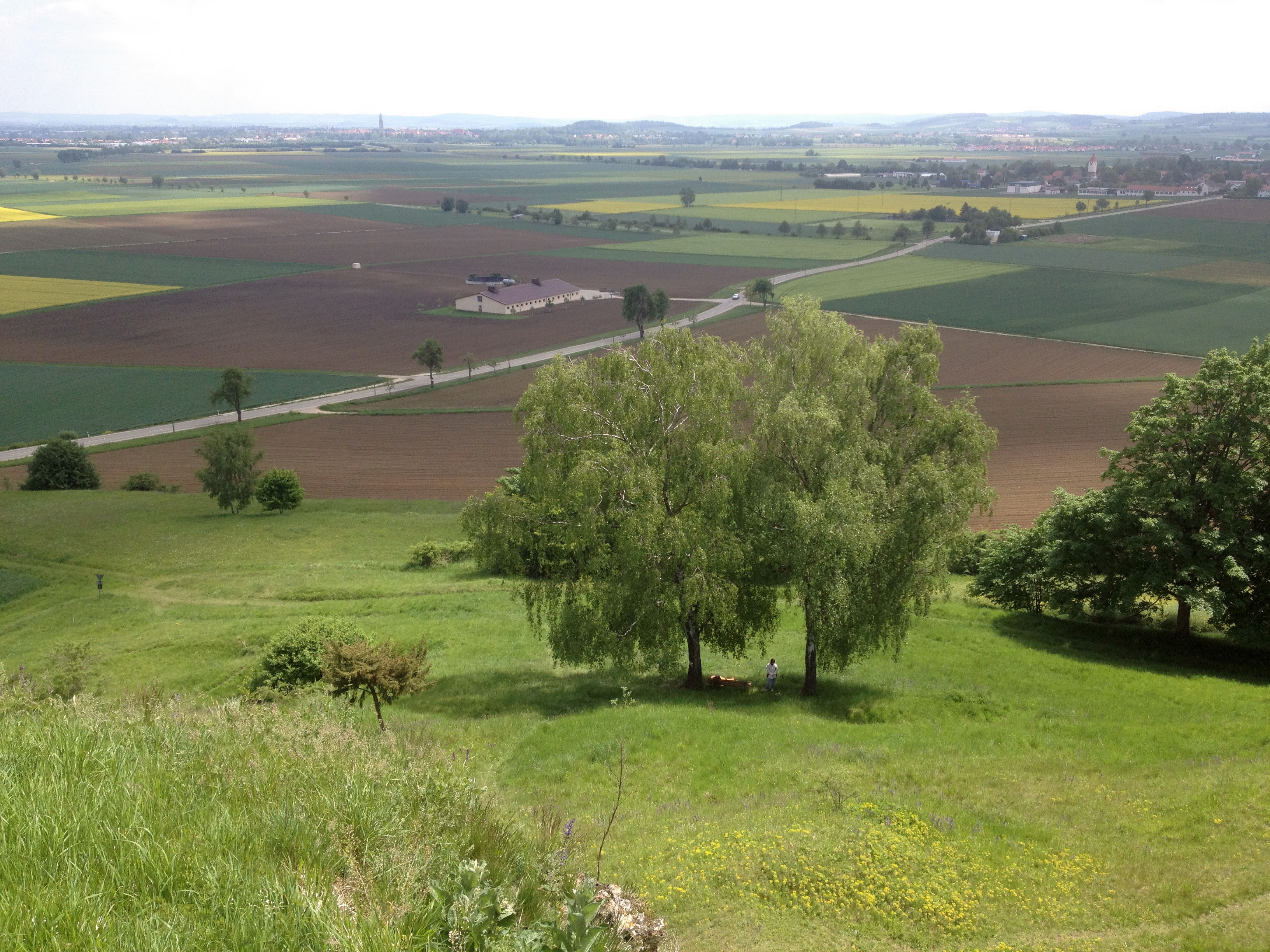
Das Ries vom Goldberg aus

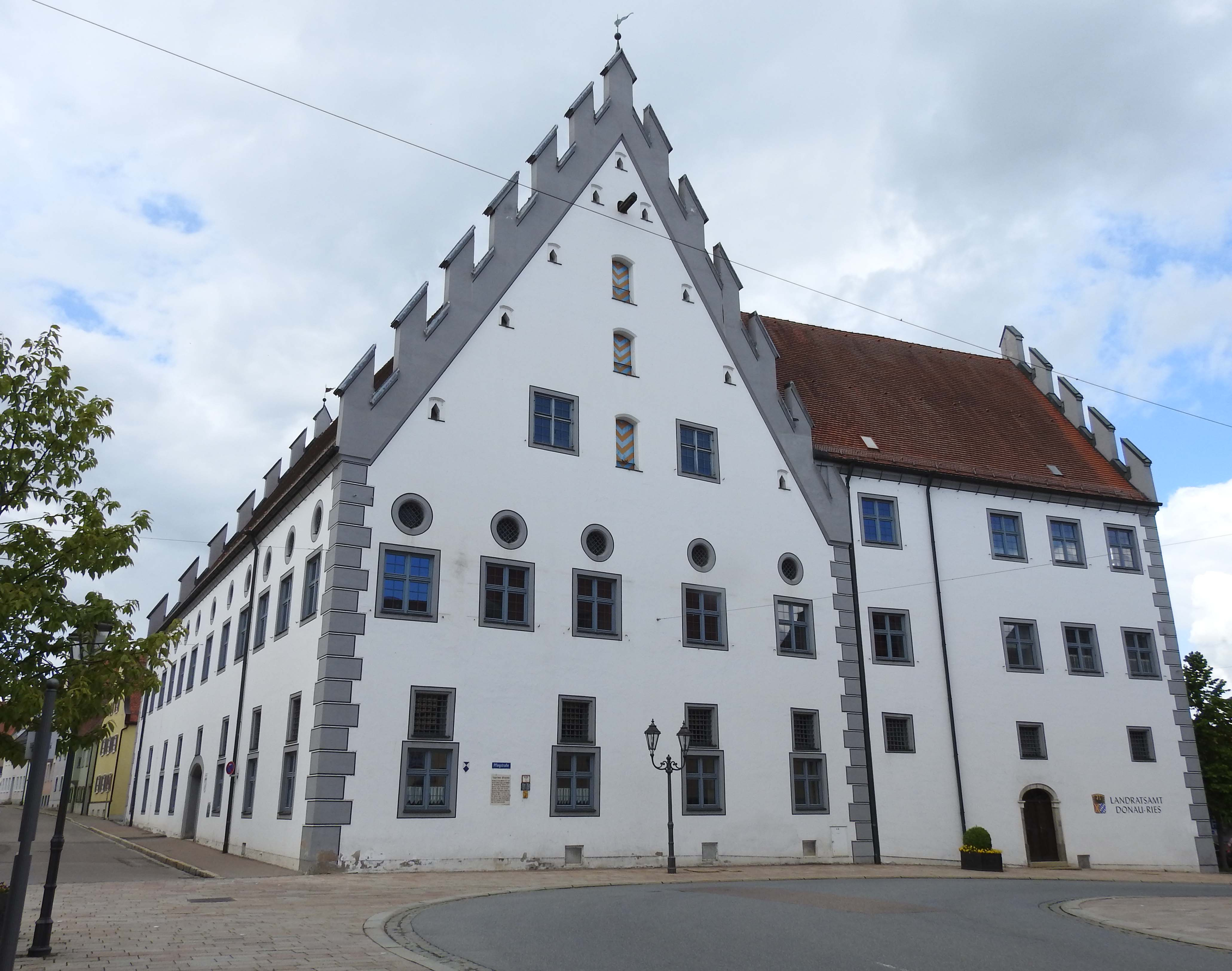
Landratsamt Donau-Ries in Donauwörth

Der Landkreis Donau-Ries ist der nördlichste Landkreis des bayerischen Regierungsbezirks Schwaben und liegt östlich an der Grenze zu Baden-Württemberg und südlich an der Grenze zum bayerischen Regierungsbezirk Mittelfranken sowie westlich am Regierungsbezirk Oberbayern.

## Geografie

### Lage
Der Landkreis Donau-Ries umfasst im Nordwesten das Nördlinger Ries, eine nahezu kreisrunde, in den Mittelgebirgszug des Schwäbisch-Fränkischen Jura eingesenkte Beckenlandschaft, deren Durchmesser etwa 22 Kilometer beträgt. Seine Existenz verdankt das Ries einem Meteoriteneinschlag, dem sogenannten Ries-Ereignis.
Dem Ries schließt sich im Osten die Fränkische Alb an. Im Süden fällt diese zum Donau-Lech-Gebiet ab, welches geologisch zur Riesalb zählt. Die Donau streift das südliche Kreisgebiet von Westen nach Osten. Dort liegt die Große Kreisstadt Donauwörth, in deren Stadtgebiet die von Süden kommenden Zusam und Schmutter und die von Norden einmündende Wörnitz münden. Die Wörnitz durchfließt den Landkreis von Norden nach Süden und nimmt bei Heroldingen (Stadt Harburg) die von Westen einmündende Eger auf. Im Südosten des Kreisgebietes bei Marxheim mündet der von Süden heranfließende Lech in die Donau.
Der tiefste Punkt im Landkreis liegt mit 388 m ü. NHN südöstlich von Marxheim unweit der Donau, der höchste ist der 644 m hohe Blankenstein auf der Schwäbischen Alb bei Ederheim.

### Nachbarkreise
Nachbarkreise sind im Norden der Landkreis Ansbach und der Landkreis Weißenburg-Gunzenhausen, im Nordosten der Landkreis Eichstätt, im Osten der Landkreis Neuburg-Schrobenhausen, im Süden die Landkreise Aichach-Friedberg, Augsburg und Dillingen an der Donau und im Westen die baden-württembergischen Landkreise Heidenheim und Ostalbkreis.

## Geschichte

### Landgerichte
Das heutige Kreisgebiet Donau-Ries gehörte vor 1800 großteils zum Fürstentum Oettingen und zur Reichsstadt Nördlingen. 1803 bzw. 1806 kam das Gebiet zu Bayern. 1803 wurde das Landgericht Monheim, 1805 das Landgericht Nördlingen und das Herrschaftsgericht Oettingen sowie 1807 das Landgericht Donauwörth eingerichtet. Sie gehörten ab 1808 zum Altmühlkreis bzw. Oberdonaukreis und ab 1810 zum Oberdonaukreis. 1809 wurde Nördlingen eine kreisunmittelbare Stadt. Ab 1838 gehörten alle Land- bzw. Herrschaftsgerichte zum Kreis Schwaben und Neuburg, dem heutigen Regierungsbezirk Schwaben. 1850 wurde auch Donauwörth eine kreisunmittelbare Stadt. 1852 wurde aus dem Herrschaftsgericht Oettingen das gleichnamige Landgericht gebildet. Die 1972 aus dem ehemaligen Landkreis Neuburg an der Donau eingegliederten Gemeinden südlich der Donau und östlich des Lech gehörten von 1803 bis 1879 zum Landgericht Rain.

### Bezirksämter
Im Jahr 1862 entstand aus den Landgerichtsbezirken Donauwörth und Monheim der Bezirk Donauwörth, aus dem Landgericht Donauwörth das Stadt- und Landgericht Donauwörth und aus den Landgerichtsbezirken Nördlingen und Oettingen der Bezirk Nördlingen. 1879/80 wurde der Bezirk Donauwörth geringfügig verändert, indem sieben Gemeinden dem Bezirk Neuburg an der Donau angegliedert wurden. Der 1972 in den neuen Landkreis eingegliederte Bereich südlich der Donau und östlich des Lech gehörte von 1862 bis 1879 zum Bezirk Aichach und ab 1880 zum Bezirk beziehungsweise Landkreis Neuburg an der Donau.

### Landkreise
Am 1. Januar 1939 wurde wie überall im Deutschen Reich die Bezeichnung Landkreis eingeführt. So wurden aus den Bezirksämtern die Landkreise Donauwörth und Nördlingen.
1940 wurden die kreisunmittelbaren Städte Donauwörth und Nördlingen in die Landkreise eingegliedert, doch wurde dies im Falle Nördlingens 1949 wieder rückgängig gemacht.

### Landkreis Donau-Ries
Im Rahmen der Gebietsreform in Bayern wurde am 1. Juli 1972 aus den folgenden Bestandteilen der neue Landkreis Nördlingen-Donauwörth gebildet:
- Die bis dahin kreisfreie Stadt Nördlingen, die nach dem Verlust der Kreisfreiheit den Status einer Großen Kreisstadt erhielt
- Alle Gemeinden des Landkreises Nördlingen
- Alle Gemeinden des Landkreises Donauwörth mit Ausnahme der Gemeinden Ellgau und Nordendorf, die zum Landkreis Augsburg kamen sowie der Gemeinden Gundelsheim und Möhren, die zum Landkreis Weißenburg-Gunzenhausen im Regierungsbezirk Mittelfranken kamen
- Die Stadt Rain sowie die Gemeinden Bayerdilling, Bergendorf, Etting, Feldheim, Gempfing, Holzheim, Mittelstetten, Münster, Niederschönenfeld, Oberpeiching, Pessenburgheim, Riedheim, Sallach, Stadel, Staudheim, Unterpeiching, Wächtering und Wallerdorf aus dem Landkreis Neuburg an der Donau
- Die Gemeinde Tapfheim aus dem Landkreis Dillingen an der Donau
- Die Gemeinde Steinhart aus dem mittelfränkischen Landkreis Gunzenhausen

Am 1. Mai 1973 wurde der neue Landkreis in Landkreis Donau-Ries umbenannt. Vorläufiger Kreissitz war Nördlingen, aber 1973 wurde Donauwörth als Kreissitz festgelegt.
Am 1. Mai 1978 wechselte die Gemeinde Ensfeld aus dem Landkreis Donau-Ries in den Landkreis Eichstätt und wurde dort nach Mörnsheim eingemeindet. Am gleichen Tag wechselten die Gemeinden Ammerfeld und Emskeim in den Landkreis Neuburg-Schrobenhausen und wurden dort in die Marktgemeinde Rennertshofen eingegliedert.
Am 1. Januar 1998 wurde auch Donauwörth zur Großen Kreisstadt erklärt, da auch diese Stadt bis 1940 kreisfrei war.

### Einwohnerentwicklung

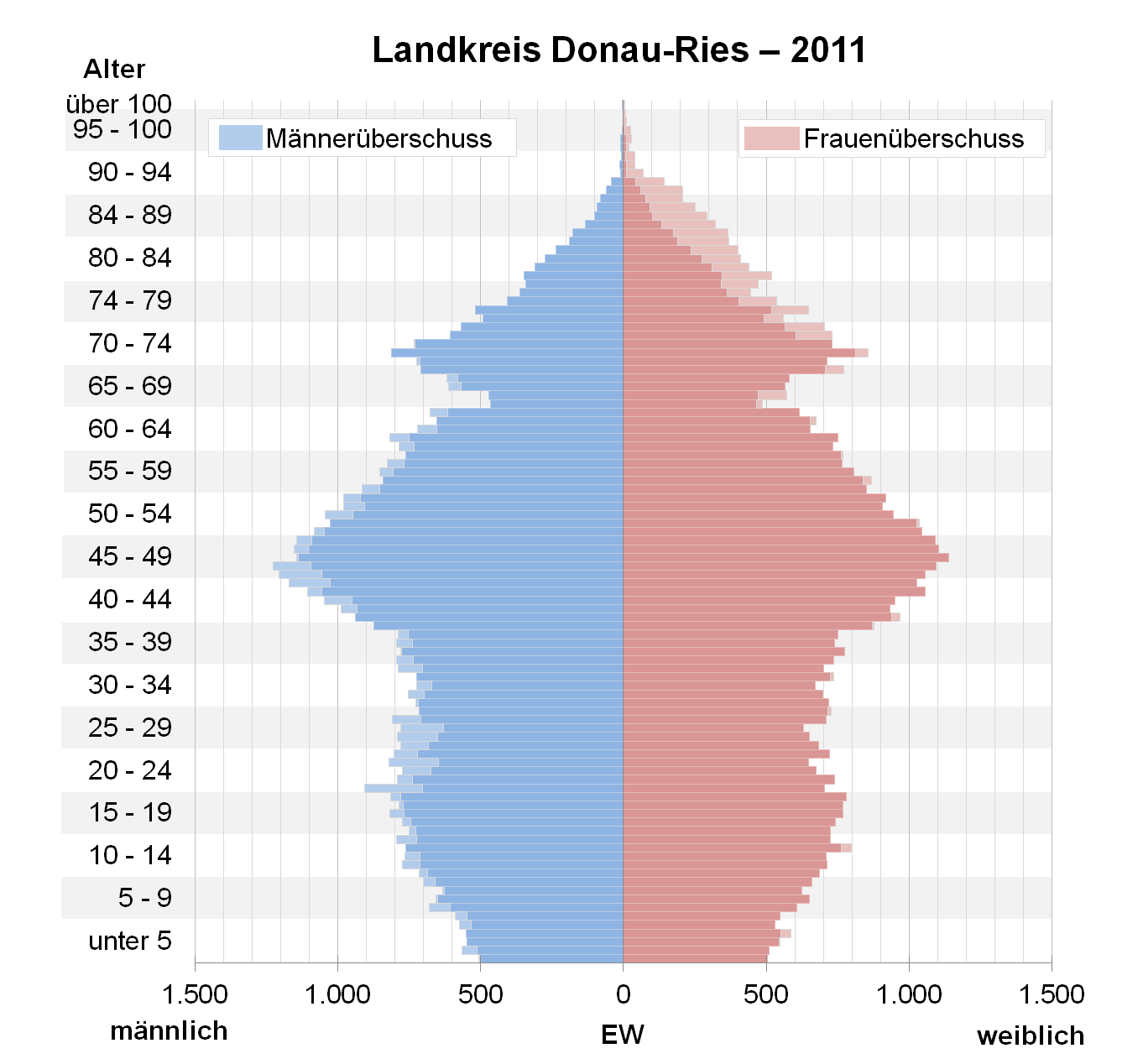
Bevölkerungspyramide für den Kreis Donau-Ries (Datenquelle: Zensus 2011.)

Der Landkreis Donau-Ries gewann von 1988 bis 2008 rund 12.000 Einwohner hinzu bzw. wuchs um ca. 10 %. Ab 2006 war die Entwicklung rückläufig, seit 2010 steigt sie wieder leicht an. Zwischen 1988 und 2018 wuchs der Landkreis von 117.804 auf 133.496 um 15.692 Einwohner bzw. um 13,3 % (Bayern: 18,4 %; Regierungsbezirk Schwaben: 20,6 %).
Die nachfolgenden Zahlen beziehen sich auf den Gebietsstand vom 25. Mai 1987:
| Bevölkerungsentwicklung | Bevölkerungsentwicklung | Bevölkerungsentwicklung | Bevölkerungsentwicklung | Bevölkerungsentwicklung | Bevölkerungsentwicklung | Bevölkerungsentwicklung | Bevölkerungsentwicklung | Bevölkerungsentwicklung | Bevölkerungsentwicklung | Bevölkerungsentwicklung |
| ----------------------- | ----------------------- | ----------------------- | ----------------------- | ----------------------- | ----------------------- | ----------------------- | ----------------------- | ----------------------- | ----------------------- | ----------------------- |
| Jahr                    | 1840                    | 1900                    | 1939                    | 1950                    | 1961                    | 1970                    | 1987                    | 1991                    | 1995                    | 2000                    |
| Einwohner               | 77.032                  | 78.953                  | 82.217                  | 122.161                 | 111.949                 | 116.709                 | 117.483                 | 122.867                 | 127.632                 | 129.865                 |
|                         |                         |                         |                         |                         |                         |                         |                         |                         |                         |                         |
| Jahr                    | 2005                    | 2010                    | 2015                    | 2018                    | 2019                    | 2020                    |                         |                         |                         |                         |
| Einwohner               | 130.969                 | 128.867                 | 131.345                 | 133.496                 | 133.783                 | 134.324                 |                         |                         |                         |                         |

## Politik

### Kreistag
Sitzverteilung im Kreistag des Landkreises Donau-Ries nach der Kommunalwahl am 15. März 2020 (mit Vergleichszahlen zur Wahl 2014:
| Kreistagswahl 2020Wahlbeteiligung: 67,1 % (+3,2 %) %403020100 36,212,811,910,69,36,64,73,02,31,41,2 CSUGrüneSPDPWGdFWAL/JBfAfDÖDPFrauenlisteiLinkeFDPGewinne und Verlusteim Vergleich zu 2014 %p 6 4 2 0 −2 −4 −6−1,7+4,6−5,1−1,8+4,0−2,1+4,7+0,3−0,7−1,0+0,1CSUGrüneSPDPWGFWAL/JBAfDÖDPFrauenlisteLinkeFDPAnmerkungen:d Parteifreie Wählergruppe PWG e. V.f Aktive Liste/Junge Bürger e. V.i Donau-Rieser Frauenliste e. V. | Sitzverteilung im Kreistag Donau-Ries seit 2020Insgesamt 60 Sitze - Linke: 1 - SPD: 7 - Frauenliste: 1 - Grüne: 8 - ÖDP: 2 - AL/JB: 4 - PWG: 6 - FW: 6 - FDP: 1 - CSU: 21 - AfD: 3 |

| Parteien und Wählergemeinschaften | Parteien und Wählergemeinschaften                      | 2020   | 2020   | 2014   | 2014   | 2008   | 2008   | 2002   | 2002   | 1996   | 1996   |
| Parteien und Wählergemeinschaften | Parteien und Wählergemeinschaften                      | %      | Sitze  | %      | Sitze  | %      | Sitze  | %      | Sitze  | %      | Sitze  |
| CSU                               | Christlich-Soziale Union in Bayern                     | 36,2   | 21     | 37,9   | 23     | 42,2   | 26     | 46,9   | 28     | 41,7   | 27     |
| Grüne                             | Grüne Bayern                                           | 12,8   | 8      | 8,2    | 5      | 5,6    | 4      | 4,5    | 2      | 7,4    | 4      |
| SPD                               | SPD Bayern                                             | 11,9   | 7      | 17,0   | 10     | 16,5   | 10     | 21,1   | 13     | 22,6   | 14     |
| PWG                               | Parteifreie Wählergruppe PWG e. V.                     | 10,6   | 6      | 12,4   | 7      | –      | –      | –      | –      | –      | –      |
| FW                                | Freie Wähler Bayern                                    | 9,3    | 6      | 5,3    | 3      | –      | –      | –      | –      | –      | –      |
| AL/JB                             | Aktive Liste/Junge Bürger e. V.                        | 6,6    | 4      | 8,7    | 5      | –      | –      | –      | –      | –      | –      |
| AfD                               | AfD Bayern                                             | 4,7    | 3      | –      | –      | –      | –      | –      | –      | –      | –      |
| ÖDP                               | Ökologisch–Demokratische Partei                        | 3,0    | 2      | 2,8    | 2      | 2,6    | 1      | –      | –      | –      | –      |
| Frauenliste                       | Donau-Rieser Frauenliste e. V.                         | 2,3    | 1      | 3,0    | 2      | 4,0    | 2      | 3,3    | 2      | –      | –      |
| Linke                             | Die Linke Bayern                                       | 1,4    | 1      | 2,4    | 1      | 3,7    | 2      | –      | –      | –      | –      |
| FDP                               | FDP Bayern                                             | 1,2    | 1      | 1,1    | 1      | –      | –      | –      | –      | –      | –      |
| 50plus                            | 50plus aktiv                                           | –      | –      | 1,2    | 1      | 1,5    | 1      | –      | –      | –      | –      |
| PWG/FW                            | Parteifreie Wählergruppe/Freie Wähler e. V.            | –      | –      | –      | –      | 15,1   | 9      | 10,6   | 7      | 12,2   | 7      |
| JB                                | Junge Bürger e. V.                                     | –      | –      | –      | –      | 8,8    | 5      | 8,1    | 5      | 7,6    | 4      |
| MUT/ÖDP                           | Wählergemeinschaft MUT/Ökologisch–Demokratische Partei | –      | –      | –      | –      | –      | –      | 3,1    | 2      | –      | –      |
| FDP/FB                            | FDP/Freie Bürger                                       | –      | –      | –      | –      | –      | –      | 2,5    | 1      | 2,3    | 1      |
| MUT                               | Wählergemeinschaft MUT                                 | –      | –      | –      | –      | –      | –      | –      | –      | 6,2    | 3      |
| gesamt                            | gesamt                                                 | 100,0  | 60     | 100,0  | 60     | 100,0  | 60     | 100,1  | 60     | 100,0  | 60     |
| Wahlbeteiligung                   | Wahlbeteiligung                                        | 67,1 % | 67,1 % | 63,9 % | 63,9 % | 67,8 % | 67,8 % | 73,4 % | 73,4 % | 76,2 % | 76,2 % |

### Landrat
- 1. Juli 1972 bis 30. April 1984 Andreas Popp (PWG), war von 1958 bis 1984 Landrat des Landkreises Donauwörth
- 1. Mai 1984 bis 30. April 2002 Alfons Braun (SPD)
- Seit dem 1. Mai 2002 Stefan Rößle (CSU)

### Schuldenfreier Landkreis
Seit Ende Oktober 2017 ist der Landkreis Donau-Ries als einziger in Bayern komplett frei von Krediten, Wertpapierschulden oder Verpflichtungen aus kreditähnlichen Rechtsgeschäften. Die Kreisumlage wird seither schrittweise gesenkt.

### Beteiligungen
Der Landkreis ist an folgenden Körperschaften beziehungsweise Anstalten beteiligt:
- Abfallwirtschaftsverband Nordschwaben[14]
- Sparkasse Donauwörth (Träger-Anteil am Zweckverband: 29 %)
- Sparkasse Dillingen-Nördlingen (Träger-Anteil am Zweckverband: 8,8 %)[15]
- Gemeinsames Kommunalunternehmen (gKU) Donau-Ries Kliniken und Seniorenheime des Landkreises Donau-Ries und der Stadt Nördlingen, Anstalt des öffentlichen Rechts[16]
- Zweckverband für Rettungsdienst und Feuerwehralarmierung Augsburg
- Regionaler Planungsverband Augsburg

Er ist ferner Mitglied beziehungsweise Förderer folgender Einrichtungen:
- Technologie Centrum Westbayern[17]
- Wirtschaftsförderverband Donauries e. V.[18]
- Ferienland Donau-Ries e. V.
- Geopark Ries e. V.
- Lebensraum Lechtal e. V.[19]
- Kreisjugendring Donau-Ries[20]

### Wappen und Flaggen
Blasonierung: „Geteilt: oben in Gold ein wachsender rot bewehrter schwarzer Adler, unten gespalten, vorne in Rot ein goldenes Andreaskreuz, hinten die bayerischen Rauten.“
Zusätzlich zum amtlichen Wappen werden auch noch eine Hissflagge und eine Bannerflagge verwendet. Beide beinhalten das Wappen.

Wappen des Landkreises Donau-Ries
Hissflagge
Bannerflagge

## Wirtschaft und Verkehr
Im Zukunftsatlas 2016 belegte der Landkreis Donau-Ries Platz 150 von 402 Landkreisen, Kommunalverbänden und kreisfreien Städten in Deutschland und zählt damit zu den Regionen mit „ausgeglichenem Chancen-Risiko Mix“.
Im Oktober 2018 lag die Arbeitslosenquote im Landkreis bei 1,5 %. Im Dezember 2019 wies der Landkreis nach Eichstätt (1,4 %) und Pfaffenhofen (1,5 %) mit 1,6 % die drittniedrigste Arbeitslosenquote in Deutschland auf.

### Straßen
Der Landkreis hat keinen Anteil an Autobahnen. Wichtigste Verkehrsachsen sind die Bundesstraßen.
In Nord-Süd-Richtung durchquert die B 2 den Kreis, die aus Nürnberg kommend (Anschluss zur A 6) nördlich von Monheim das Kreisgebiet erreicht und es vorbei an Buchdorf, Kaisheim, Donauwörth und Asbach-Bäumenheim südlich von Mertingen in Richtung Augsburg wieder verlässt (Anschluss zur A 8).
Wichtigste West-Ost-Verbindung ist die B 16. Sie erreicht von Westen aus Günzburg (Anschluss zur A 8) bei Tapfheim den Landkreis und führt an Donauwörth, Asbach-Bäumenheim und Genderkingen vorbei, ehe sie östlich von Rain in Richtung Ingolstadt weiterführt (Anschluss zur A 9).
Nördlich von Donauwörth zweigt von der B 2 die B 25 ab. Sie verläuft zunächst in nordwestlicher Richtung vorbei an Harburg durch Möttingen und dann weiter über Nördlingen, Wallerstein, Marktoffingen und Fremdingen nach Norden in Richtung Dinkelsbühl (Anschluss zur A 7).
Von Südwesten (aus Heidenheim an der Brenz) nach Nordosten (Richtung Ansbach) führt die B 466 durch den Landkreis und berührt Ederheim, Nördlingen, Oettingen und Hainsfarth.
Die B 29 verläuft von Nördlingen aus in westlicher Richtung über Aalen (Anschluss zur A 7) bis Waiblingen.

### Bahn
Die vom bayerischen Staat erbaute Nord-Süd-Bahnlinie Augsburg–Gunzenhausen–Nürnberg erreichte 1844 Donauwörth und wurde 1849 über Nördlingen bis Gunzenhausen verlängert.
Die württembergische Bahnstrecke Stuttgart-Bad Cannstatt–Nördlingen und die Bahnstrecke Nördlingen–Dombühl wurden 1876 eröffnet.
Mit der Bahnstrecke Ingolstadt–Neuoffingen, die 1874 bis Donauwörth eröffnet worden ist, entstand auch hier ein wichtiger Bahnknoten; die Strecke wurde 1877 bis Höchstädt weitergeführt.
Staatliche Lokalbahnstrecken wurden 1903 von Nördlingen nach Wemding und 1905 von Mertingen Bahnhof nach Wertingen erbaut.
Die direkte Trasse von Treuchtlingen nach Donauwörth über die Alb mit der Zweigbahn Fünfstetten–Monheim wird erst seit 1906 befahren. Damit war ein Schienennetz von 166 Kilometer Länge entstanden.
Relativ spät wurde der Personenverkehr auf fünf Lokalbahnen von 68 Kilometer Länge eingestellt:
- 1960: Fünfstetten–Monheim 6 Kilometer
- 1981: Mertingen Bahnhof–Wertingen 5 Kilometer und Nördlingen–Wemding 17 Kilometer
- 1985: Gunzenhausen–Nördlingen 23 Kilometer und Dombühl–Dinkelsbühl–Nördlingen 17 Kilometer

Immerhin sind fast 100 Kilometer wichtiger Strecken erhalten geblieben; ferner wird auf 40 Kilometer Bahnen noch ein touristischer Verkehr – z. T. mit Dampfzügen – angeboten.
Donauwörth ist der einzige Bahnhof des Landkreises, der an das ICE- und IC-Netz angeschlossen ist. Seit Eröffnung der Schnellfahrstrecke Nürnberg–Ingolstadt verkehren jedoch deutlich weniger Hochgeschwindigkeitszüge.

## Energieversorgung
Im Jahr 2017 deckte der Landkreis 97 % des Stromverbrauchs aus eigener Erzeugung durch erneuerbare Energien in der Region. Alle erneuerbaren Energieträger zusammengenommen – Solarstrom, Windkraft, Biomasse und Wasserkraft – werden im Landkreis 6.275 kWh pro Einwohner regenerativer Strom erzeugt. Die CO₂-Emissionen liegen damit im Donau-Ries 30 Prozent unter dem Bayerischen Durchschnitt pro Kopf. Der Energienutzungsplan des Landkreises strebt einen weiteren Ausbau der regenerativen Energien an.

## Gemeinden
(Einwohner am 31. Dezember 2024)
| Städte 1. Donauwörth, Große Kreisstadt (19.990) 2. Harburg (Schwaben) (5598) 3. Monheim (5450) 4. Nördlingen, Große Kreisstadt (20.352) 5. Oettingen i.Bay. (5196) 6. Rain (9127) 7. Wemding (5757) Märkte 1. Kaisheim (3977) 2. Wallerstein (3359) Gemeindefreie Gebiete (21,18 km²) 1. Dornstadt-Linkersbaindt (17,95 km²) 2. Esterholz (3,23 km²) | Weitere Gemeinden 1. Alerheim (1674) 2. Amerdingen (863) 3. Asbach-Bäumenheim (4750) 4. Auhausen (1052) 5. Buchdorf (2017) 6. Daiting (809) 7. Deiningen (1838) 8. Ederheim (1096) 9. Ehingen a.Ries (752) 10. Forheim (523) 11. Fremdingen (2030) 12. Fünfstetten (1356) 13. Genderkingen (1183) 14. Hainsfarth (1404) 15. Hohenaltheim (555) 16. Holzheim (1141) 17. Huisheim (1639) 18. Maihingen (1253) 19. Marktoffingen (1280) 20. Marxheim (2591) 21. Megesheim (829) 22. Mertingen (3980) 23. Mönchsdeggingen (1443) 24. Möttingen (2683) 25. Munningen (1723) 26. Münster (1228) 27. Niederschönenfeld (1436) 28. Oberndorf a.Lech (2659) 29. Otting (797) 30. Reimlingen (1346) 31. Rögling (612) 32. Tagmersheim (1070) 33. Tapfheim (4142) 34. Wechingen (1425) 35. Wolferstadt (1113) | Verwaltungsgemeinschaften 1. Monheim (Stadt Monheim und Gemeinden Buchdorf, Daiting, Rögling und Tagmersheim) 2. Oettingen in Bayern (Stadt Oettingen i.Bay. und Gemeinden Auhausen, Ehingen a.Ries, Hainsfarth, Megesheim und Munningen) 3. Rain (Gemeinden Genderkingen, Holzheim, Münster und Niederschönenfeld) 4. Ries mit Sitz in Nördlingen (Gemeinden Alerheim, Amerdingen, Deiningen, Ederheim, Forheim, Hohenaltheim, Mönchsdeggingen, Reimlingen und Wechingen) 5. Wallerstein (Markt Wallerstein und Gemeinden Maihingen und Marktoffingen) 6. Wemding (Stadt Wemding und Gemeinden Fünfstetten, Huisheim, Otting und Wolferstadt) |

## Schutzgebiete
Im Landkreis gibt es sechs Naturschutzgebiete, 22 Landschaftsschutzgebiete, 17 FFH-Gebiete und mindestens 43 vom Bayerischen Landesamt für Umwelt ausgewiesene Geotope (Stand August 2016).
Siehe auch:
- Liste der Naturschutzgebiete im Landkreis Donau-Ries
- Liste der Landschaftsschutzgebiete im Landkreis Donau-Ries
- Liste der FFH-Gebiete im Landkreis Donau-Ries
- Liste der Geotope im Landkreis Donau-Ries

## Kfz-Kennzeichen
Am 5. August 1974 wurde dem Landkreis das seit dem 1. Juli 1956 für den Landkreis Donauwörth gültige Unterscheidungszeichen DON zugewiesen. Es wird durchgängig bis heute ausgegeben.
Bis in die 2000er Jahre erhielten Fahrzeuge aus dem Altkreis Nördlingen Kennzeichen mit den Buchstabenpaaren NA bis ZZ und den Zahlen von 1 bis 99, später auch 100 bis 999.
Seit dem 10. Juli 2013 ist auch das Unterscheidungszeichen NÖ (Nördlingen) erhältlich.